# Skrubbatriangeln

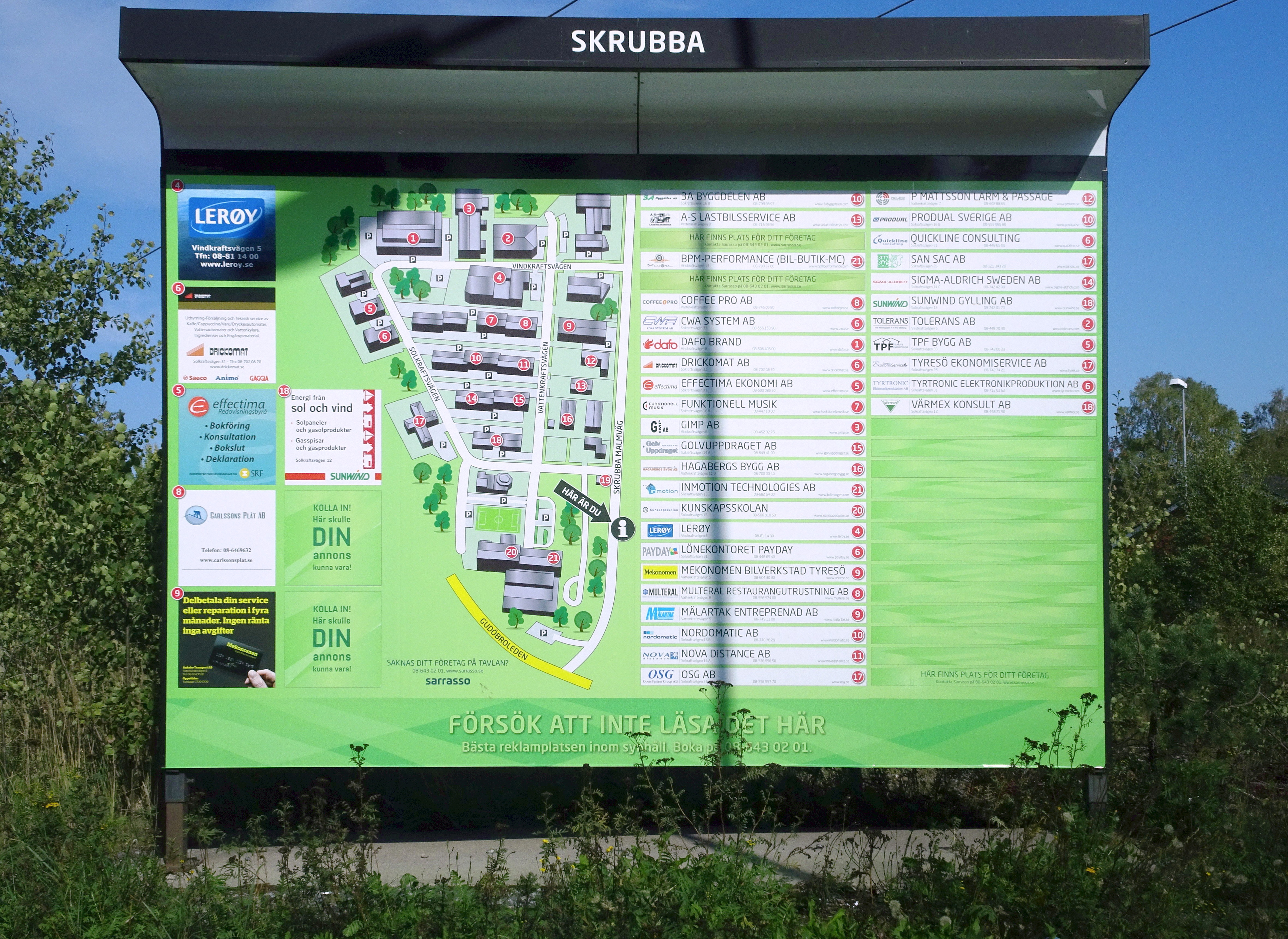
Skrubbatriangeln informationstavla.

Skrubbatriangeln (även kallad Skrubba företagsområde och Skrubba Energicentrum) är ett industriområde i stadsdelen Skrubba i södra Stockholm. Områdes planform liknar en triangel, därav namnet. Skrubbatriangeln invigdes 1987.

## Beskrivning
Redan i mitten av 1970-talet påbörjade Stockholms stad arbetena med en ny stadsplan för ett arbetsområde i stadsdelen Skrubba. Området som avsattes blev 28 hektar stort och gränsade i öster mot Tyresö kommun och i väster till Gudöbroleden. Det skulle innehålla bebyggelse för kontors- och industriändamål samt tillhörande service- och rekreationsanläggningar.
Avsikten var ett etablera ett energicentrum vilket innebar att byggnader med låg energiförbrukning och med ny energiteknik skulle uppföras här. I planbeskrivningen talades även om ”kreativ miljö”. För att understryka ambitionen döptes kvarteren till ”Vattenkraften”, ”Solkraften” och ”Vindkraften” och det interna gatunätet fick heta ”Vindkraftsvägen”, ”Solkraftsvägen” och ”Vattenkraftsvägen”. Planen vann laga kraft i mars 1986 och året efter invigdes det nya industriområdet. 
Den ursprungliga idén om ett energicentrum med energisnåla byggnader och företag inom energibranschen förverkligades bara delvis och idag är Skrubbatriangeln ett övervägande konventionellt kontors- och industriområde med ett 20-tal företag. År 2012 prövades förutsättningarna för exploatering av den norra, fortfarande obebyggda delen av Skrubbatriangeln för verksamheter, likt den södra delen. I Skrubba företagsområde fanns 2013 strax över 90 arbetsställen med 850 anställda.

## Bilder

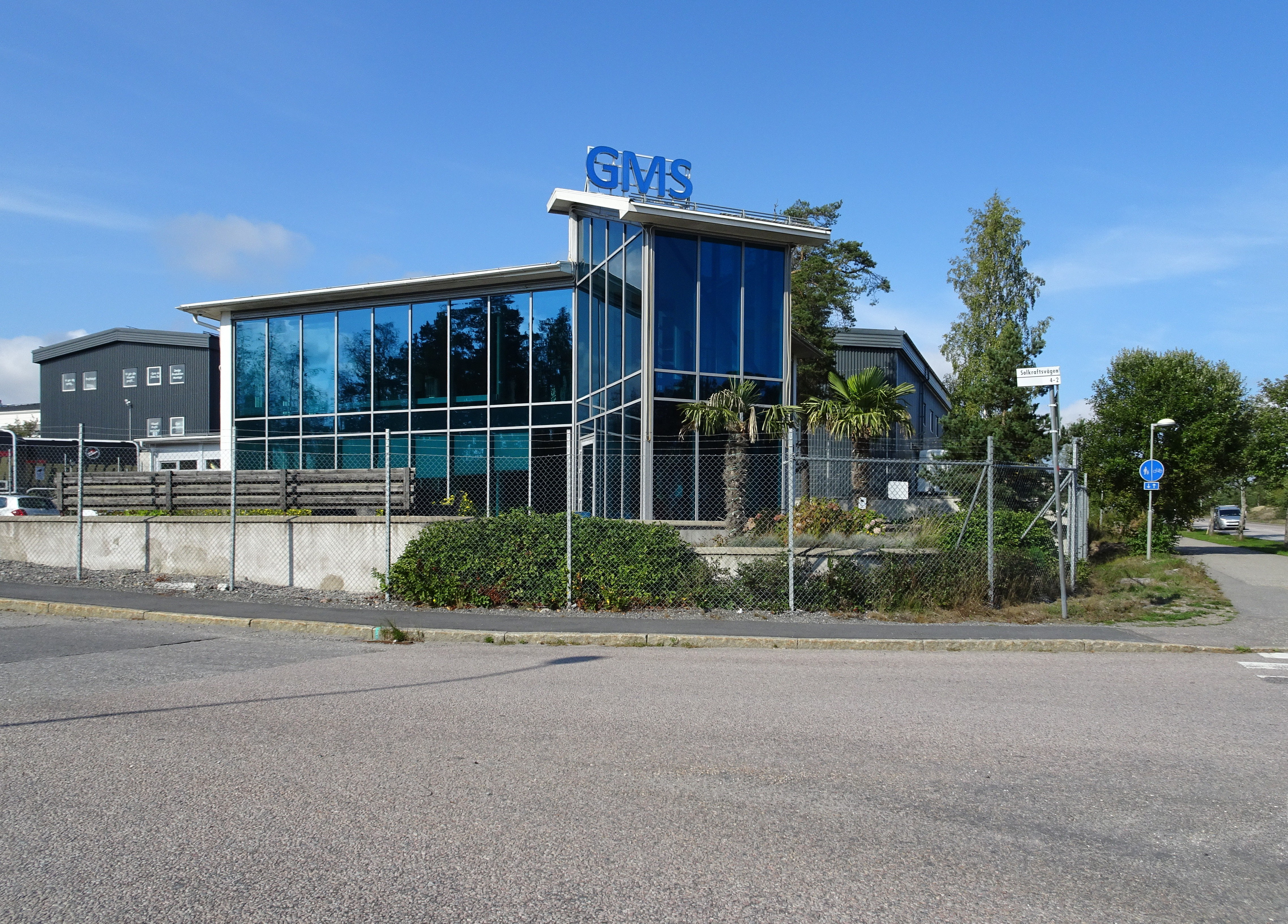
Solkraftsvägen 2.
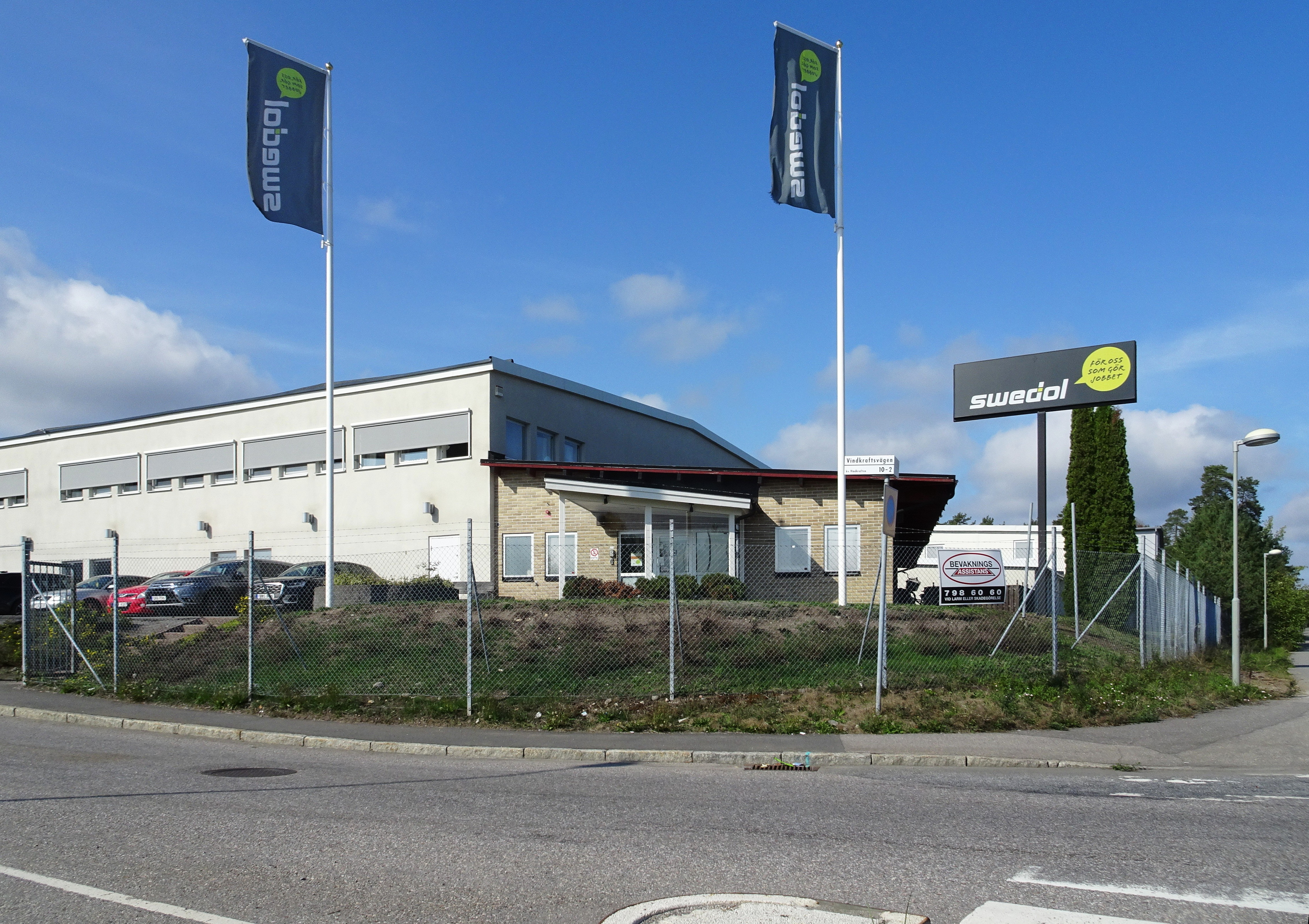
Vindkraftsvägen 2.
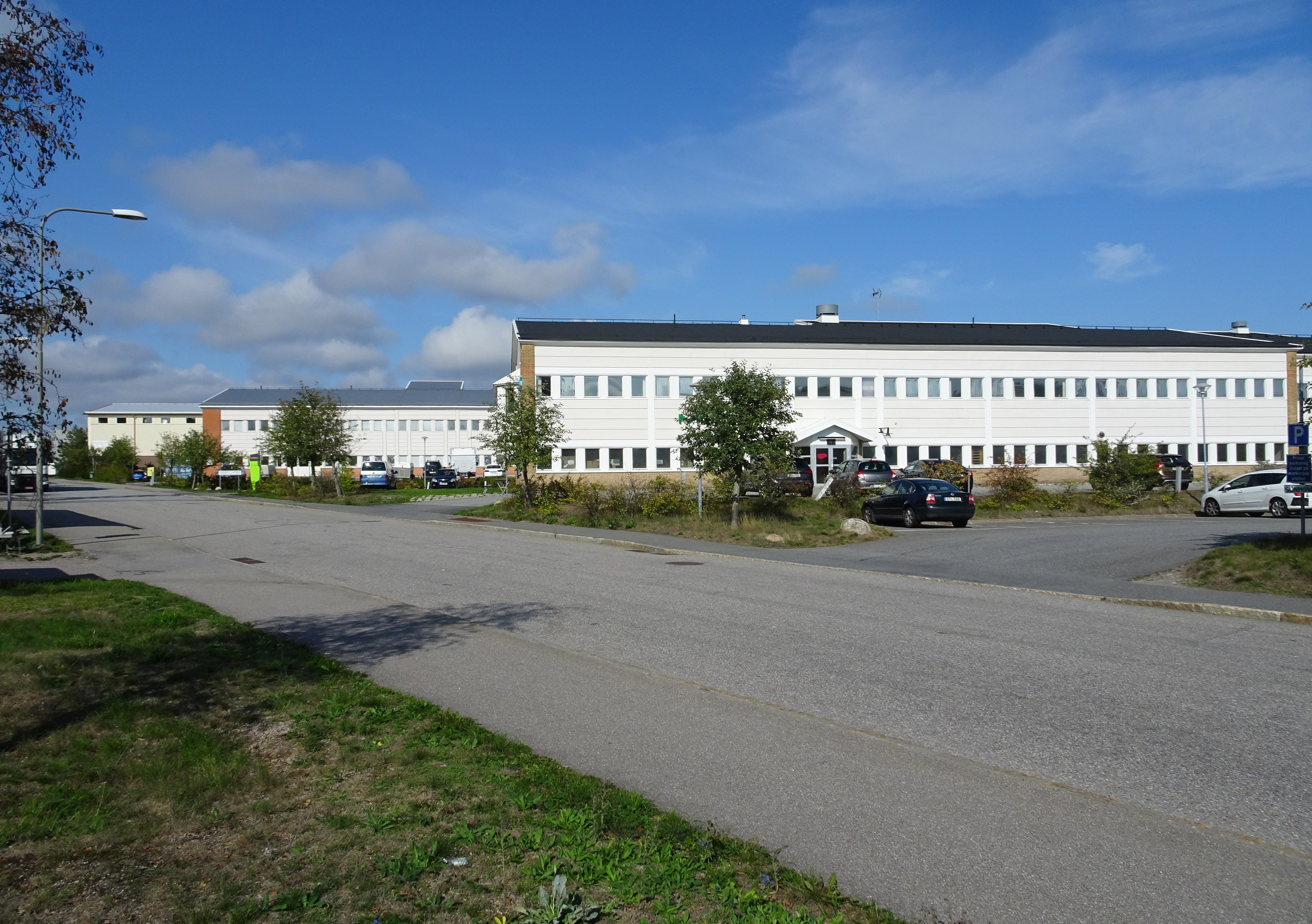
Solkraftsvägen 16-20.
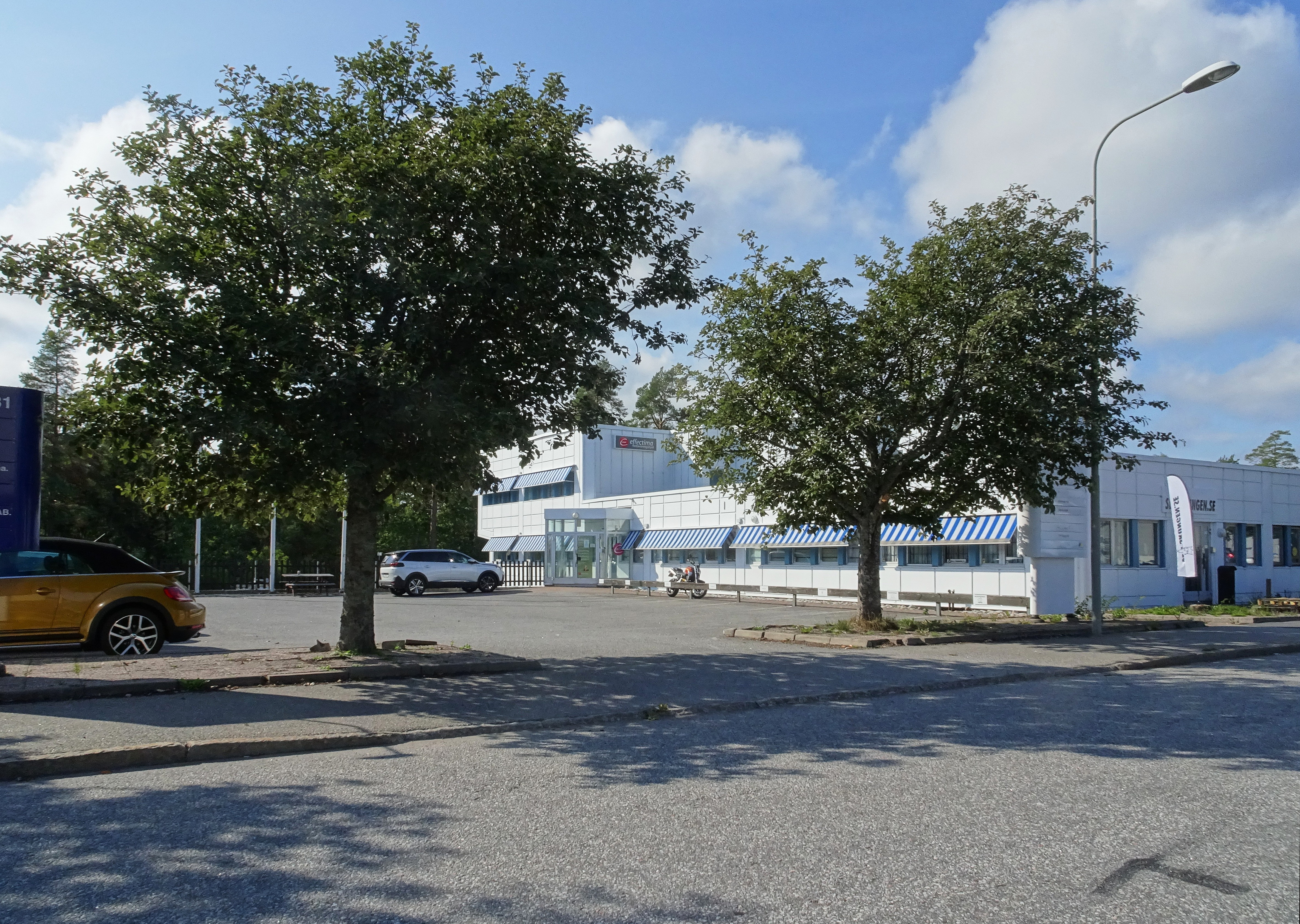
Solkrfatsvägen 31.
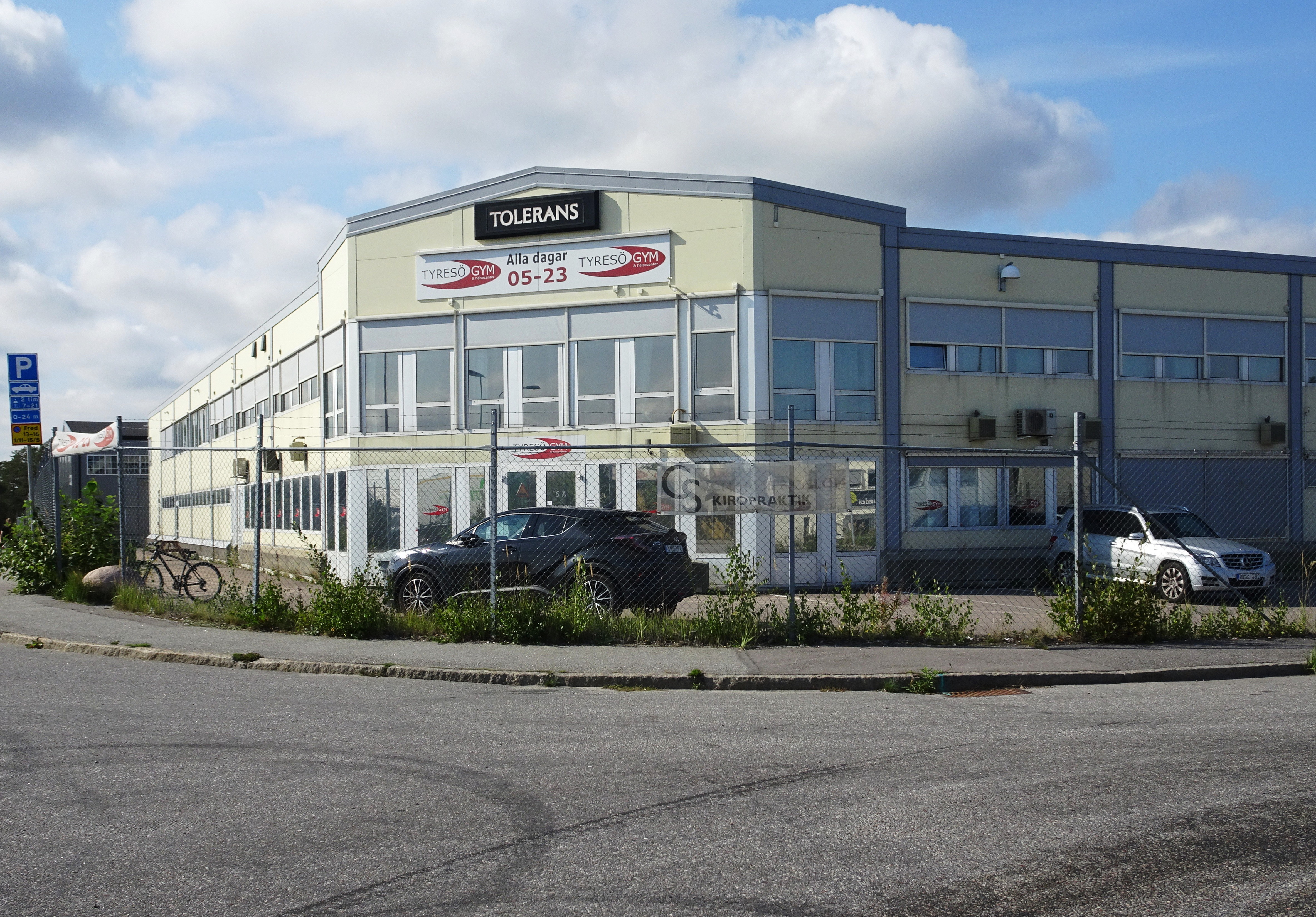
Vindkraftsvägen 6.